# ロータスグループ
株式会社ロータスグループ（英語表記：LOTUS GROUP Co.,Ltd.）は、かつて存在していた日本のAV事務所である。

## 概要
「ロータス東京」（単体）、「ツートップ・プロ」（企画単体）、「エンプレス」（企画）、「アースプロモーション」（熟女・若妻）の4部門があり、そのうち「アースプロモーション」は、業界初の熟女・若妻専門プロダクションであった。また、札幌、名古屋、福岡に支社を持ち、それぞれ「ロータス札幌」「ロータス名古屋」「ロータス福岡」として地元主体の営業活動を行っていた。モデル在籍数、会社規模、売上高などから“業界最大手”と言われていた。
2008年には取引先に対し一斉に「無修正作品への使用禁止確認書」「モデルの個人情報保護確認書」「引退モデルの作品二次使用に関するお願い」の書類を送り、逆輸入無修正作品反対、モデル保護の姿勢を打ち出していた。
2009年からストップエイズに関するイベントを毎年行い、収益金を財団法人エイズ予防財団へ全額寄付するなど性を扱う業界の責任として啓蒙活動を行っていた。
2011年の東日本大震災の際には、JustGivingJapanを通してスタッフやモデルなどでの募金活動を行った。しかし、ずさんな管理体制やロータスグループ自らが起こした不祥事、さらに強引にAV出演を強要したなどとして捜査が入り、2018年現在、閉鎖していると報じられている。2018年12月25日には有罪判決が下り、業界健全化への取り組みが推し進められた。2020年3月6日には改めて日本プロダクション協会から報告書が出されている。

## 主な過去に所属していたモデル
詳細はCategory:過去のロータスグループ所属者を参照。
| - 芦名ユリア - 本田岬 - 阿部乃みく - 浜崎真緒 - 紺野ひかる - あいだゆあ - あやせめる - 上原瑞穂 - かすみ果穂 - 佐伯奈々 - 早乙女みなき - 佐藤江梨花 - さとう遥希 - 椎名ゆな - 桃谷エリカ - 矢崎茜 - 結城みさ - 浅倉彩音 - 藤崎クロエ | - 小向杏奈（桜井麻美） - 白石悠 - 黒川メイサ（ティア） - 姫野ゆうり（市来美保） - 松本亜璃沙（早乙女ありさ） - 翔田千里 - 桜井彩 |